# Krystala
Krystala é uma telenovela filipina produzida e exibida pela ABS-CBN, cuja transmissão ocorreu em 2004.

## Elenco
- Emilio Garcia - Harimon
- Alma Concepcion - Kabagona
- Manny Distor - Darius
- Michael Flores - Terracotta
- Rugene Ramos - Bagon
- Angelica Jones - Flowerette
- KitKat - Flowerette (jovem)
- Jeffrey Santos - Likido